# Lindgren Patera
La Lindgren Patera è una struttura geologica della superficie di Venere.